# Punta de Agua
Punta de Agua o Punta del Agua es una pequeña localidad del Departamento Vinchina de la provincia de La Rioja, Argentina. En el censo de 2010 fue clasificada como población rural dispersa.

## Geografía

### Clima
Durante casi veinte años funcionó allí una estación meteorológica nacional (1941 - 1960) actualmente suprimida. De clima frío y riguroso, acentuado marcadamente por la altitud y ubicación geográfica, la temperatura máxima absoluta registrada fue de 31,3 °C y la mínima absoluta de -18 °C bajo cero.
| Parámetros climáticos promedio de Punta de Agua - Normales : 1941-1960 - Extremos : 1941-1960 | Parámetros climáticos promedio de Punta de Agua - Normales : 1941-1960 - Extremos : 1941-1960 | Parámetros climáticos promedio de Punta de Agua - Normales : 1941-1960 - Extremos : 1941-1960 | Parámetros climáticos promedio de Punta de Agua - Normales : 1941-1960 - Extremos : 1941-1960 | Parámetros climáticos promedio de Punta de Agua - Normales : 1941-1960 - Extremos : 1941-1960 | Parámetros climáticos promedio de Punta de Agua - Normales : 1941-1960 - Extremos : 1941-1960 | Parámetros climáticos promedio de Punta de Agua - Normales : 1941-1960 - Extremos : 1941-1960 | Parámetros climáticos promedio de Punta de Agua - Normales : 1941-1960 - Extremos : 1941-1960 | Parámetros climáticos promedio de Punta de Agua - Normales : 1941-1960 - Extremos : 1941-1960 | Parámetros climáticos promedio de Punta de Agua - Normales : 1941-1960 - Extremos : 1941-1960 | Parámetros climáticos promedio de Punta de Agua - Normales : 1941-1960 - Extremos : 1941-1960 | Parámetros climáticos promedio de Punta de Agua - Normales : 1941-1960 - Extremos : 1941-1960 | Parámetros climáticos promedio de Punta de Agua - Normales : 1941-1960 - Extremos : 1941-1960 | Parámetros climáticos promedio de Punta de Agua - Normales : 1941-1960 - Extremos : 1941-1960 |
| Mes                                                                                           | Ene.                                                                                          | Feb.                                                                                          | Mar.                                                                                          | Abr.                                                                                          | May.                                                                                          | Jun.                                                                                          | Jul.                                                                                          | Ago.                                                                                          | Sep.                                                                                          | Oct.                                                                                          | Nov.                                                                                          | Dic.                                                                                          | Anual                                                                                         |
| --------------------------------------------------------------------------------------------- | --------------------------------------------------------------------------------------------- | --------------------------------------------------------------------------------------------- | --------------------------------------------------------------------------------------------- | --------------------------------------------------------------------------------------------- | --------------------------------------------------------------------------------------------- | --------------------------------------------------------------------------------------------- | --------------------------------------------------------------------------------------------- | --------------------------------------------------------------------------------------------- | --------------------------------------------------------------------------------------------- | --------------------------------------------------------------------------------------------- | --------------------------------------------------------------------------------------------- | --------------------------------------------------------------------------------------------- | --------------------------------------------------------------------------------------------- |
| Temp. máx. abs. (°C)                                                                          | 30.2                                                                                          | 31.3                                                                                          | 29.5                                                                                          | 27.2                                                                                          | 28.0                                                                                          | 25.1                                                                                          | 26.4                                                                                          | 26.9                                                                                          | 27.5                                                                                          | 28.5                                                                                          | 28.3                                                                                          | 31.2                                                                                          | 31.3                                                                                          |
| Temp. máx. media (°C)                                                                         | 22.5                                                                                          | 21.3                                                                                          | 19.9                                                                                          | 17.8                                                                                          | 16.3                                                                                          | 14.2                                                                                          | 13.6                                                                                          | 14.7                                                                                          | 16.7                                                                                          | 18.2                                                                                          | 20.9                                                                                          | 23.4                                                                                          | 18.3                                                                                          |
| Temp. media (°C)                                                                              | 15.4                                                                                          | 14.3                                                                                          | 12.3                                                                                          | 10.1                                                                                          | 9.1                                                                                           | 7.4                                                                                           | 6.5                                                                                           | 7.4                                                                                           | 8.5                                                                                           | 10.1                                                                                          | 12.7                                                                                          | 15.0                                                                                          | 10.7                                                                                          |
| Temp. mín. media (°C)                                                                         | 9.3                                                                                           | 8.6                                                                                           | 6.2                                                                                           | 2.9                                                                                           | 1.8                                                                                           | 0.4                                                                                           | -0.2                                                                                          | -0.1                                                                                          | 1.5                                                                                           | 3.0                                                                                           | 5.9                                                                                           | 8.3                                                                                           | 4.0                                                                                           |
| Temp. mín. abs. (°C)                                                                          | -1.2                                                                                          | 0.6                                                                                           | -3.5                                                                                          | -6                                                                                            | -14.4                                                                                         | -18.0                                                                                         | -17.1                                                                                         | -15                                                                                           | -14                                                                                           | -8.1                                                                                          | -5                                                                                            | -4                                                                                            | -18.0                                                                                         |
| Fuente: *Estación Meteorológica Punta de Agua - Período 1941 -1960</ promedio 1941-1960       |                                                                                               |                                                                                               |                                                                                               |                                                                                               |                                                                                               |                                                                                               |                                                                                               |                                                                                               |                                                                                               |                                                                                               |                                                                                               |                                                                                               |                                                                                               |

### Sismicidad
La sismicidad de la región de La Rioja es frecuente y de intensidad baja, y un silencio sísmico de terremotos medios a graves cada 30 años en áreas aleatorias.